# هربس بسيط وليدي

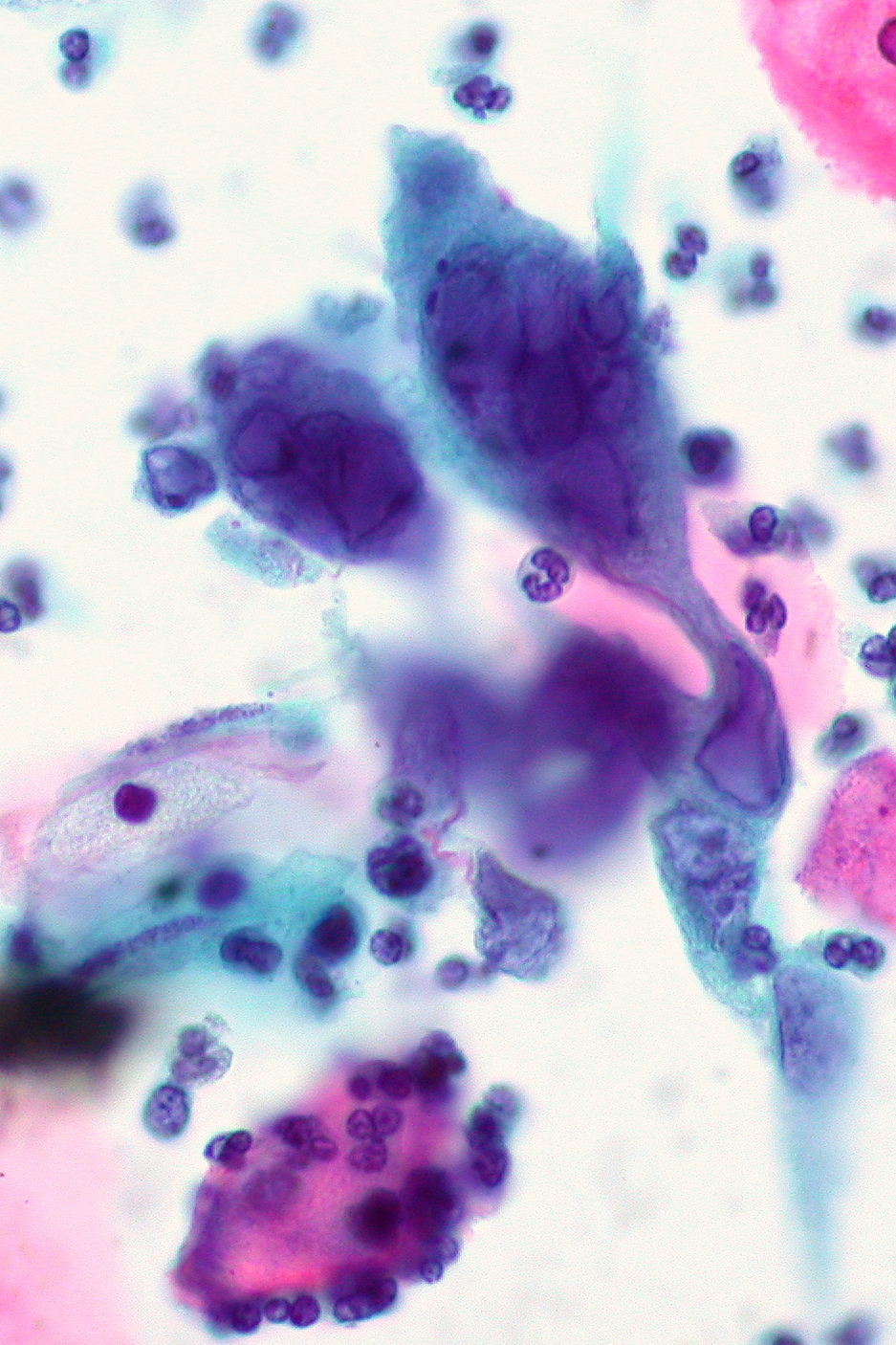
عدوى هربس على مسحة من المهبل

الهربس البسيط عند حديثي الولادة (بالانجليزية:Neonatal Herpes Simplex) هو حالة نادرة ولكنّها خطيرة، يكون سببها الانتقال الرأسي لفيروس الهربس البسيط من الأم إلى الطفل. يصاب بالعدوى نحو 1 من كل 3500 طفل في الولايات المتحدة.

## العلاماتوالأعراض
يظهر فيروس حديثي الولادة بثلاثة أشكال: هربس الجلد والعينين والفم الذي يسمى أحيانًا المتركّز، أوالهربس المنتشر، أوهربس الجهاز العصبي المركزي.
يتميز الهربس المتركز بالإصابات الخارجية دون تأثير على الأعضاء الداخلية، فتظهر على مواقع الجسد التي يسهل إصابتها مثل موضع الأقطاب على فروة رأس الجنين، وملقط استخراجه أثناء الولادة، على حافة العينين أو أماكن مرتبطة بالجراحة مثل الختان.
الهربس المنتشر يصيب الأعضاء الداخلية خاصة الكبد والرئتين.
هربس الجهاز العصبي المركزي يصيب المخ ويمكن أن يؤدي إلى التهاب الدماغ والتهاب الأغشية السحائية، الأطفال المصابون به يعانون من التشنجات والرعشات والتهيج والإعياء، تغذيتهم سيئة ودرجات حرارة أجسامهم غير منتظمة كما يمكن أن يبرز لديهم اليافوخ.
يرتبط هربس الجهاز العصبي المركزي بأعلى معدلات للاعتلال بينما الهربس المنتشر لديه معدل وفيات أعلى، لا تستبعد هذه الفئات بعضها بعضًا حيث يمكن أن يتداخل اثنان أو أكثر من هذه الأنواع.
هربس الجلد والفم والعينين لديه أفضل نسب الشفاء وأسرعها، لكن إذا تُرِك دون علاج فيمكن أن يتدهور إلى الهربس المنتشر أو يصيب الجهاز العصبي المركزي مع الزيادة المصاحبة في نسب الوفيات والاعتلال.
تقل حاليًا معدلات الوفاة من مرض الهربس البسيط في حديثي الولادة، النسبة الحالية حوالي 25% وهي أقل بكثير من النسبة 85% في الحالات الغير معالَجة في العقود الماضية.
تشمل المضاعفات الأخرى لهربس حديثي الولادة: الولادة قبل الموعد حيث 50% من الحالات لديهم حمل 38 أسبوع أو أقل متزامنًا مع تسمم الدم.

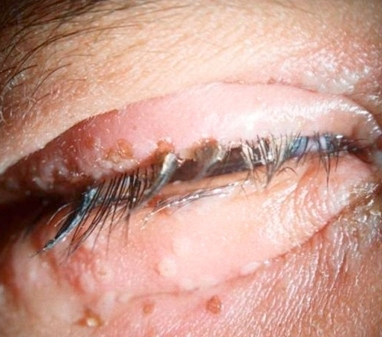
التهابات الجفون بسبب عدوى فيروس هربس البسيط تُظهر انتفاخ الجفون واحمرارها، تقرحات حافة الجفن

## عوامل الخطورة

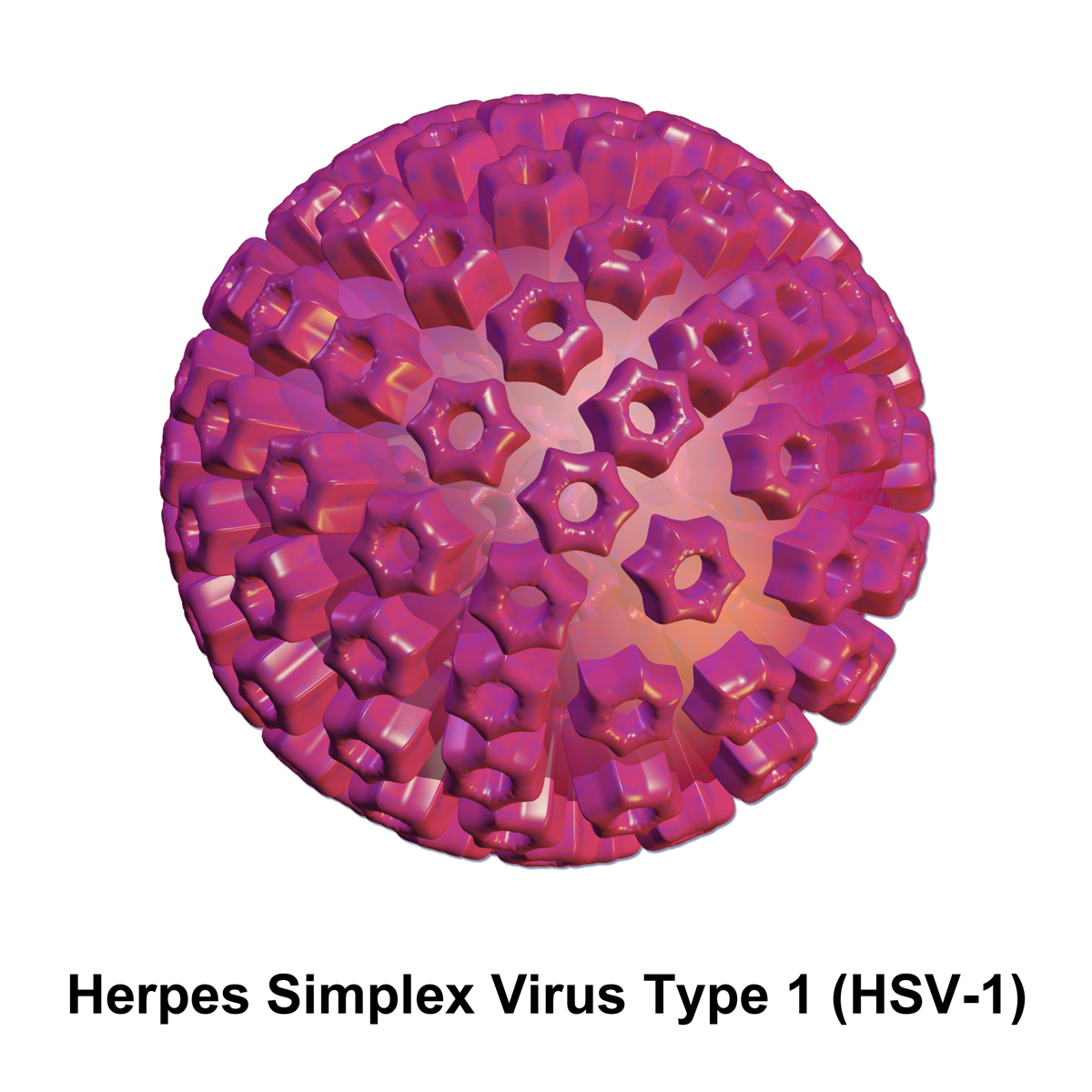
النوع 1 من فيروس هربس البسيط

من عوامل الخطر المسببة للنوع 1 الهربس البسيط: الجنس الأبيض غير اللاتيني، الزواج المبكر للفتيات أقل من 25 عام، العدوى الأولية في آخر ثلاثة أشهر في الحمل، الحمل الأول,، والحمل أقل من 38 أسبوع.
ومن عوامل الخطر المسببة للنوع 2 الهربس البسيط: الجنس الأسود، عمر الأمهات الصغير أقل من 21 عام، تعدد شركاء الحياة الجنسية، الإصابة من قبل بعدوى جنسية، سابقة إجهاض وانخفاض مستوى التعليم.

## انتقال العدوى
في معظم الحالات (85٪) تحدث الإصابة بالمرض أثناء الولادة عندما يصبح الطفل في اتصال مع الإفرازات التناسلية المُعدية في قناة الولادة، الأكثر شيوعًا مع الأمهات اللواتي تعرّضن حديثًا للفيروس (الأمهات المصابات قبل الحمل لديهن خطر انتقال أقل)، يصاب ما يُقدر ب 5٪ في الرحم -من النادر انتقال الفيروس عبر المشيمة- ، وما يقرب من 10٪ من الحالات بعد الولادة.
الكشف والوقاية من العدوى صعب لأن انتقالها لايُظهر أعراضًا في 60٪ - 98٪  من الحالات.

## المضاعفات
- الإجهاض
- الولادة قبل الموعد
- تأخر نمو الجنين

وبعد الولادة:
- التشنجات
- التخلف الحركي والنفسي
- التخلف العقلي
- تيبس العضلات
- العمى
- صعوبة التعلم
- والموت

## التشخيص
تشخيص عدوى فيروس الهربس البسيط في الرُضّع غير سهل لأنه في كثير من الأحيان يصعب الحصول على التاريخ المرضي للأم، لذا في جميع حديثي الولادة الذين يصابون في الشهر الأول من الحياة بأعراض غير محددة مثل الحمى، والتغذية السيئة، والإعياء أو التشنجات، أو أي طفح حويصلي في الرضع يصل إلى ثمانية أسابيع من العمر يجب أن يبدأ الطفل فورًا في العلاج المضاد للفيروسات مثل الأسيكلوفير (زوفيراكس).
ثم انتظار نتائج المزارع؛ مزرعة دم، والسائل النخاعي، والبول وإفرازات العينين والأنف والأغشية المخاطية. كما ينبغي اختبار السائل النخاعي لفيروس الهربس البسيط عن طريق فحص تفاعل البوليميراز المتسلسل.

## العلاج
انخفاض معدلات الاعتلال والوفيات ناتج عن استخدام الأدوية المضادة للفيروسات مثل فيدارابين والأسيكلوفير. ومع ذلك، لاتزال الوفيات مرتفعة بسبب التشخيص المتأخر للهربس المنتشر وهربس الجهاز العصبي المركزي فتصبح الأدوية غير فعالة. التشخيص المبكر صعب في 20-40% من حديثي الولادة المصابين حيث لا تظهر أعراض. مؤخرا؛ دراسة استعادية على نطاق واسع وجدت أن مرضى الهربس المنتشر هم الأقل في احتمالية الحصول على العلاج في الوقت المناسب، مما يسبب زيادة الاعتلال والوفيات في هذه المجموعة.
مبادئ هاريسون للطب الباطني، توصي بأن النساء الحوامل المصابات بالهربس التناسلي النشط في وقت الولادة، تتم الولادة عن طريق عملية قيصرية. بينما النساء اللواتي لديهن الهربس غير نشط يمكن أن تُعَالج بالأسيكلوفير. وحاليًا النساء المصابات بالعدوى أيًا كانت: تتم الولادة عن طريق عملية قيصرية، والذين يعانون من العدوى المتكررة: عن طريق المهبل، حتى في وجود علامات الهربس؛ بسبب انخفاض خطر انتقال العدوى المرتبطة بالهربس المتكرر 1-3%

## الإحصائيات
قيست معدلات الإصابة بفيروس هربس البسيط في حديثي الولادة في الولايات المتحدة فكانت بين 1 لكل 3000 و1 لكل 20000 ولادة حية. وكان ما يقرب من 22% من النساء الحوامل سابق التعرض للفيروس النوع 2, إضافةً إلى 2% أُصيبوا بالفيروس خلال فترة الحمل.
خطر انتقال العدوى إلى الوليد 30-57% في الحالات التي أُصيبت فيها الأم بالعدوى الأولية أثناء الثلث الأخير من الحمل.
خطر انتقال المرض من الأم التي لديها أجسام مضادة وقائية أقل بكثير، يرجع ذلك إلى نقل جزء كبير من الأجسام المضادة من الأم إلى الجنين من حوالي الشهر السابع من الحمل.
النوع الأول من الهربس البسيط نادر الحدوث جدًا في البلدان النامية حيث يحدث تطوير الأجسام المضادة في الطفولة أو المراهقة فيحُول دون إصابة الجهاز التناسلي، بينما النوع الثاني من الفيروس هو الأكثر انتشارًا في هذه البلدان.
في البلاد الصناعية، شهدت نسبة انتشار الهربس انخفاضًا مطردًا في الخمس عقود الماضية، الزيادة الناتجة في عدد الشابات النشطات جنسيًا أدى لزيادة إصابة حديثي الولادة بالنوع 1 من الهربس البسيط في البلاد المتقدمة.
كشفت دراسة حديثة لمدة ثلاث سنوات في كندا (2000-2003) أن نسبة حدوث الهربس 5.9 لكل 100000 ولادة حية، ومعدل الوفيات15.5%
ومع العلاج الفوري بالأدوية المضادة للفيروسات يصبح شفاء مرض الهربس البسيط النوع 1 أفضل من النوع 2.

## وصلات خارجية
- Knezevic، Aleksandra؛ Martic, Jelena؛ Stanojevic, Maja؛ Jankovic, Sasa؛ Nedeljkovic, Jasminka؛ Nikolic, Ljubica؛ Pasic, Srdjan؛ Jankovic, Borisav؛ Jovanovic, Tanja (1 فبراير 2007). "Disseminated Neonatal Herpes Caused by Herpes Simplex Virus Types 1 and 2". Emerging Infectious Diseases. ج. 13 ع. 2: 302–304. DOI:10.3201/eid1302.060907. PMC:2725876. PMID:17479897.